# Musée Jacques-Émile-Blanche
Le musée Jacques-Émile-Blanche est un musée communal situé à Offranville en Seine-Maritime, consacré à la mémoire du peintre Jacques-Émile Blanche.

## Localisation et histoire
Le musée est situé dans la maison du Parc du Colombier, à Offranville, petit bourg du pays de Caux, non loin de la mer et près de Dieppe (Seine-Maritime). C'est là aussi que le peintre parisien passe les étés à partir de 1902, au manoir du Tôt, et qu'il y est mort en 1942. Il sera inhumé au cimetière de Passy dans le caveau familial.
Le peintre avait fait don à sa commune d'adoption d'une collection de tableaux pour créer un musée. Ce vœu est réalisé en 1995 avec l'ouverture d'un espace entièrement consacré au peintre et à quelques-uns de ses amis, dans le grenier d'une ancienne charretterie du XVIIIe siècle. Il est géré par la commune d'Offranville.

## Collections
Le musée regroupe des peintures (portraits, natures mortes, scènes de genre, marines) et l'œuvre littéraire complète, des souvenirs, des lettres, des photographies de Jacques-Émile Blanche. La région de Dieppe avait été, entre 1880 et 1920 un important lieu de villégiature, d'inspiration et d'échanges amicaux entre de nombreux peintres de renom, Blanche les avait fréquentés et parfois portraiturés.

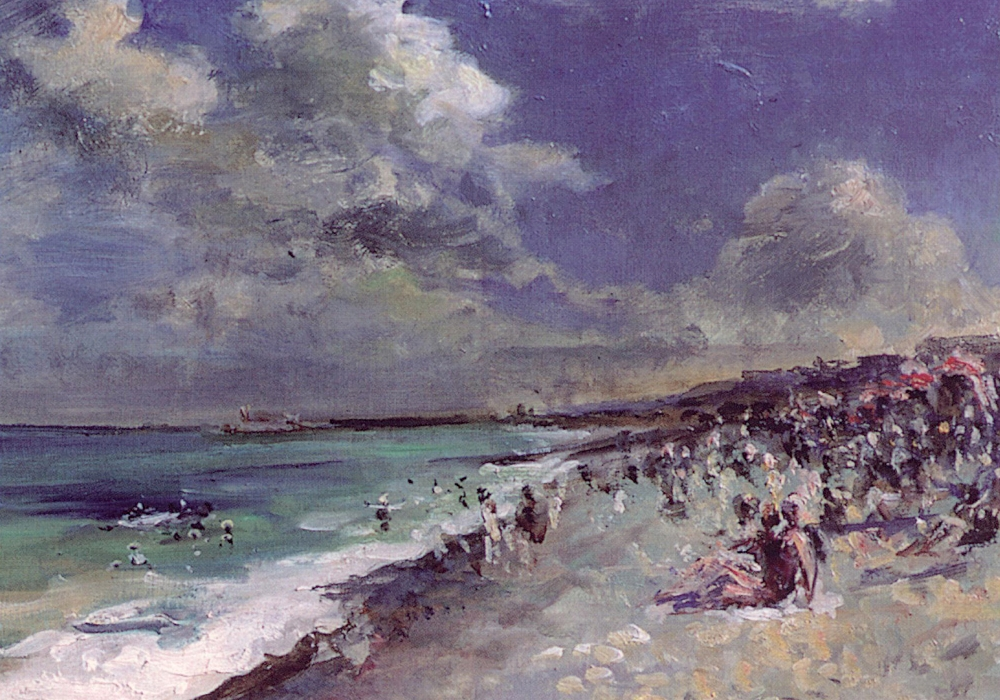
La Plage de Dieppe par temps d'orage, 1926.
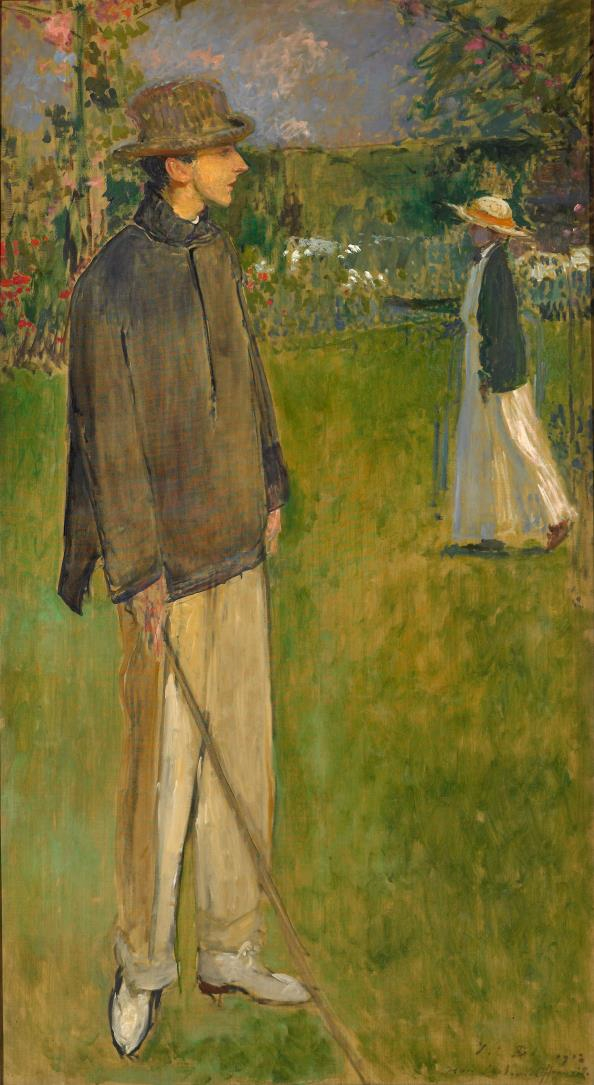
Jean Cocteau dans le jardin d'Offranville, 1913, musée des Beaux-Arts de Rouen.

## Voir aussi

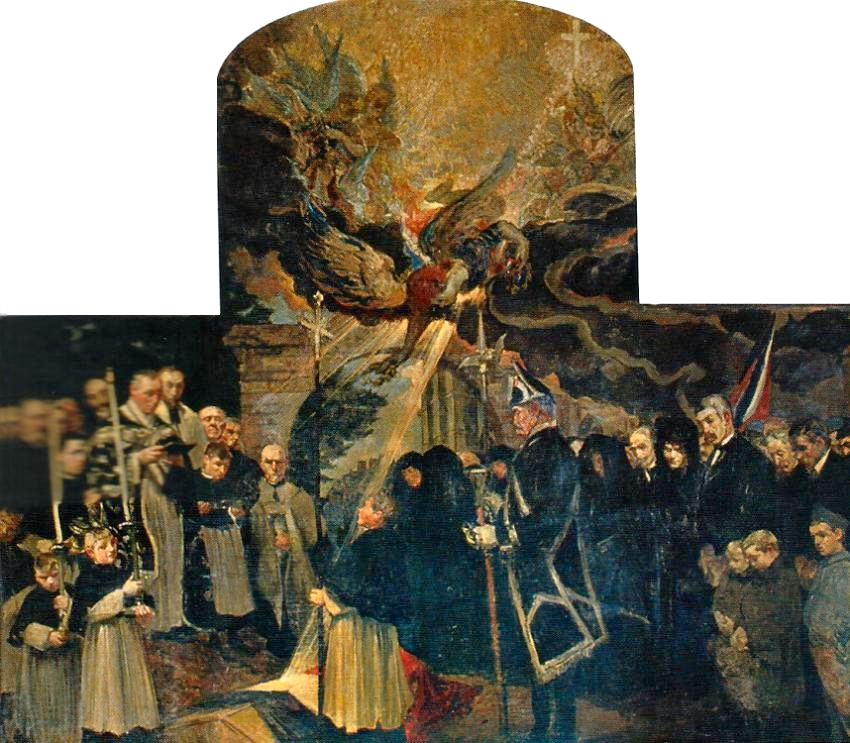